# Side (canción)
«Side» —en español: «Lado»— es una canción del grupo escocés Travis lanzada en agosto de 2001 como el segundo sencillo de The Invisible Band, su tercer álbum de estudio. El sencillo alcanzó en número 14 de la lista UK Singles Chart.
El líder de la banda Fran Healy comenzó a componer la canción con la estructura de un rap, que posteriormente terminaría descartándola. En febrero de 2000, terminó la letra, que describe cómo todos compartimos la vida y explica que no hay mejor existencia para quien la busca, ya que todos compartimos el mismo "lado" de la vida.

## Video musical
El video de la canción dirigido por la dupla Jonathan Dayton y Valerie Faris esta enfocado en la temática Ovni, similar a la serie de televisión The X-Files. El video comienza con tres chicos en busca de ovnis a través de su claraboya en su dormitorio. Cuando uno asoma la cabeza, se van fuera y lo siguen, solo para que aterrice en una caverna en el desierto, donde encuentran a Travis interpretando la canción. Al final del video, los miembros de la banda son secuestrados por extraterrestres, mientras están tocando en el desierto. Oportunamente, el video termina con un artículo en el periódico acerca de su desaparición, lo que coincide con los avistamientos.

## Lista de canciones
- CD1 (Reino Unido)[4]

1. «Side» - 3:57
2. «Driftwood» (Live At Barrowlands) - 3:54
3. «All the Young Dudes» (Live At Barrowlands) - 4:04

- CD2 (Reino Unido)[5]

1. «Side» - 3:57
2. «You're a Big Girl Now» - 3:58
3. «Ancient Train» - 2:35

- Vinilo de 7" / Cassette Single[6]

1. «Side» - 3:57
2. «All the Young Dudes» (Live At Barrowlands) - 4:04

- Sencillo (Europa)[7]

1. «Side» - 3:57
2. «Ancient Train» - 2:35

## Posicionamiento en listas
| Listas (2001–02)                         | Mejor posición |
| ---------------------------------------- | -------------- |
| Alemania (Media Control AG)              | 86             |
| Australia (ARIA)                         | 71             |
| Escocia (Scottish Singles Sales Chart)   | 9              |
| Estados Unidos (Adult Top 40)            | 19             |
| Estados Unidos (Adult Alternative Songs) | 14             |
| Eurochart Hot 100                        | 49             |
| Francia (SNEP)                           | 53             |
| Irlanda (IRMA)                           | 33             |
| Italia (FIMI)                            | 13             |
| Nueva Zelanda (Recorded Music NZ)        | 20             |
| Países Bajos (Mega Single Top 100)       | 97             |
| Reino Unido (UK Singles Chart)           | 14             |
| Suiza (Schweizer Hitparade)              | 52             |